# Mario Brenta
Mario Brenta (Venecia, 17 de abril de 1942) es un cineasta italiano que ha trabajado como director, guionista y director de fotografía.

## Biografía
Brenta debuta en el cine como asistente de dirección de Eriprando Visconti en 1962, en el filme Una storia milanese.
Sus primeros largometrajes se caracterizan por ser retratos de la marginación provocada por el sistema, como son Vermisat (1974), sobre un campesino en paro y enfermo, y Maicol (1989), sobre un niño solitario hijo de emigrantes, que parece huir del mundo. Vermisat participa en la sección oficial de la Mostra de Venecia y, entre otros premios, recibe el Especial del Jurado en la Seminci, ex aequo con Primera plana de Billy Wilder, y el premio Grolla d'Oro en el festival italiano de Saint-Vincent. Maicol (1988), participa en la sección oficial del festival de Cannes, al igual que Barnabo delle montagne en 1994.
Entre sus colaboraciones con otros directores destaca su relación con Ermanno Olmi, cuya influencia trasladará al documental Effetto Olmi (1983). Además, se suma a la escuela iniciada por este, Ipotesi cinema.
Como su maestro Olmi, Brenta también ha colaborado con cadenas de televisión como la italiana Rai o las francesas Arte y France 2.
Tras más de una década sin dirigir ninguna película, retoma su actividad en la década de 2010, colaborando con la directora ecuatoriana Karine de Villers. A esta etapa pertenecen Calle de la Pietà (2010), sobre el último día de vida de Tiziano; Agnus Dei (2012), el viaje de una mujer a su encuentro con el pasado; Corpo a corpo (2014) y Delta Park (2016). Este periodo se caracteriza, a diferencia del realismo de sus primeros filmes, por un discurso más cercano a la poesía.

## Filmografía

### Director
- Vermisat (1974)
- Effetto Olmi (1983) - documental
- Jamais de la vie! (1983) - documental
- Robinson in laguna (1985) - documental
- Maicol (1989)
- Barnabo delle montagne (1994)
- Calle de la Pietà (2010) - documental (codirigido con Karine de Villers)
- La pièce (2011) - documental (codirigido con (codirigido con Denis Brotto)
- Agnus Dei (2012) - documental (codirigido con Karine de Villers)
- Corpo a corpo (2014) - documental (codirigido con Karine de Villers)
- Black light (2015) - documental (codirigido con Karine de Villers)
- Delta Park (2016) - documental (codirigido con Karine de Villers)
- Il sorriso del gatto (2018) - documental (codirigido con Karine de Villers)

### Guionista
- Vivere a Los Angeles, dirigida por Carlo Tuzii (1971)
- Tutte le domeniche mattina, dirigida por Carlo Tuzii (1972)
- Istantanea per un delitto,dirigida por Mario Imperoli (1975)
- Segui le ombre, dirigida por Lucio Gaudino (2004)

### Director de fotografía
- Otto incontri con Robert Altmann, dirigida por Andrea Andermann (1982)
- Gli ultimi, dirigida por Piermaria Formento (1986)